# Bremer Beiträge

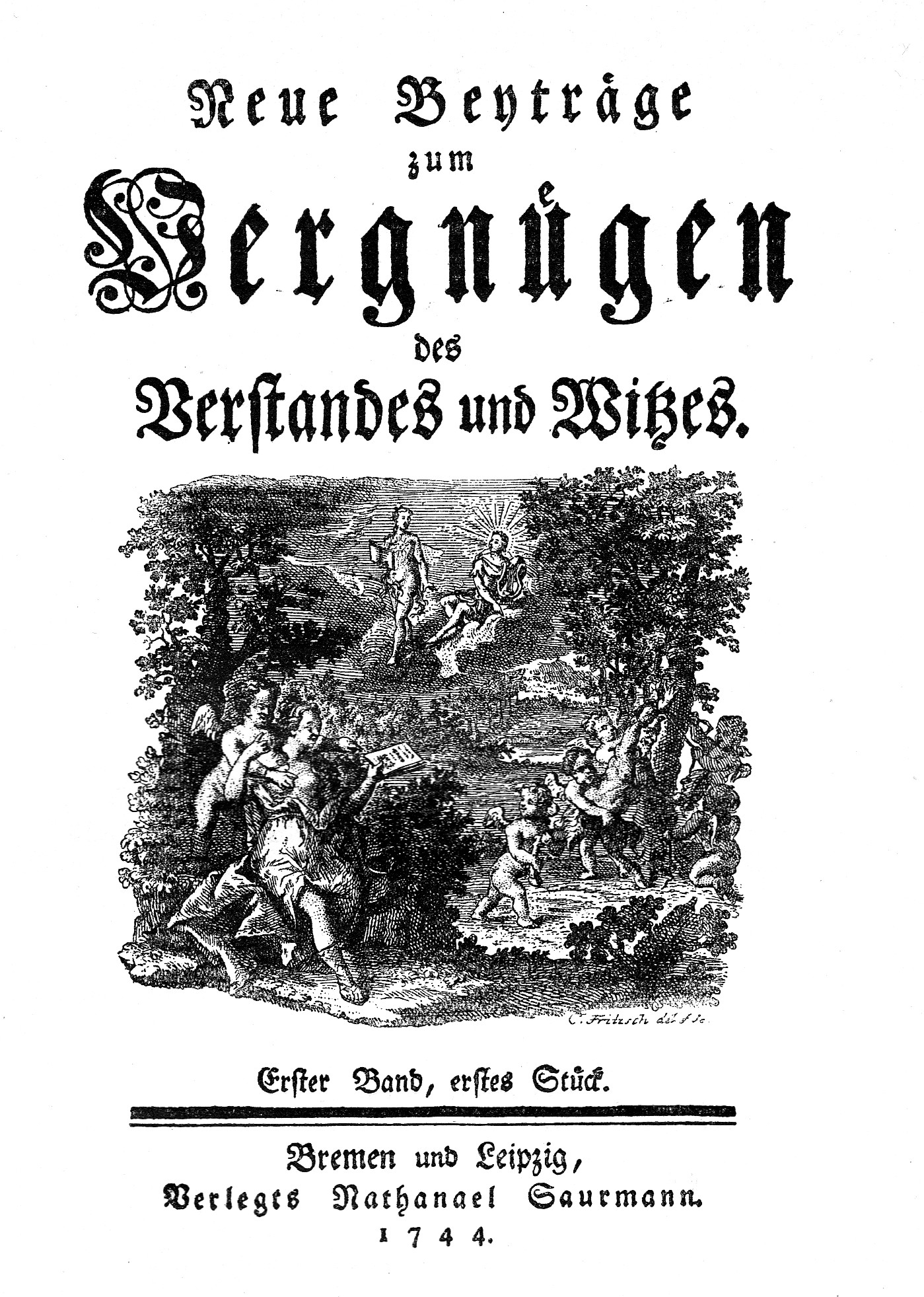

Bremer Beiträge war die Bezeichnung für die wöchentliche Zeitschrift Neue Beyträge zum Vergnügen des Verstandes und Witzes. Sie erschien von 1744 bis 1759 während der Epoche der Aufklärung.

## Geschichte
Die Zeitschrift hatte der Schriftsteller Karl Christian Gärtner im Jahr 1744 in Bremen gegründet. Sie erschien im Verlag von Nathanael Saurmann und galt als ein Sprachrohr der sächsischen Dichterschule. Zusammen mit Gärtner arbeiteten Johann Andreas Cramer, Johann Arnold Ebert, Gottlieb Wilhelm Rabener, Johann Adolf Schlegel und Konrad Arnold Schmid seit der Gründung mit.
Später lieferten auch Christian Fürchtegott Gellert, Nikolaus Dietrich Giseke, Friedrich Gottlieb Klopstock, Christlob Mylius und Justus Friedrich Wilhelm Zachariae Beiträge. Klopstock veröffentlichte hier 1748 die ersten Gesänge seines Messias. Auch wurden Übersetzungen englischer Literatur, z. B. von William Shakespeare, John Milton, Edward Young und Alexander Pope veröffentlicht.
Die Zeitschrift wurde von Leipzig aus redigiert, da die meisten der Bremer Beiträger Studenten oder Absolventen der Universität Leipzig waren. Nachdem sich deren Kreis ab 1747 allmählich aufgelöst hatte, wurde die Zeitschrift ab 1749 von Johann Matthias Dreyer weitergeführt.

## Ausgabe
- Neue Beyträge zum Vergnügen des Verstandes und Witzes. Olms, Hildesheim 1978 (Microfiche-Ausgabe; Reprint der Ausgaben Bremen 1744–1759).